# Duguetia uniflora
Duguetia uniflora (DC.) Mart. – gatunek rośliny z rodziny flaszowcowatych (Annonaceae Juss.). Występuje naturalnie w Kolumbii, Wenezueli oraz Brazylii (w stanach Amazonas i Roraima). 

## Morfologia
PokrójZimozielone drzewo dorastające do 5–20 m wysokości. Młode pędy są owłosione.
LiścieMają eliptyczny kształt. Mierzą 15–30 cm długości oraz 4–10 cm szerokości. Są owłosione od spodu. Blaszka liściowa jest o spiczastym wierzchołku.
KwiatySą pojedyncze lub zebrane w pary, rozwijają się w kątach pędów. Działki kielicha mają owalny kształt i dorastają do 10–20 mm długości. Płatki mają białożółtawą barwę, osiągają do 20–30 mm długości.
OwoceZebrane po 150–200 w owocostany o kulistym kształcie. Osiągają 50–60 mm średnicy.

## Biologia i ekologia
Rośnie w podmokłych lasach, na terenach nizinnych.